# Jost III. von Rosenberg
Jost III. von Rosenberg (auch Jobst III. von Rosenberg; tschechisch Jošt III. z Rožmberka) (* 30. Juni 1488; † 15. Oktober 1539) war ein Adeliger aus dem Geschlecht der Rosenberger.

## Leben
Seine Eltern waren Wok II. von Rosenberg und Margarete von Guttenstein (Markéta z Gutenštejna). Johann war der zweitälteste unter den Brüdern Johann, Peter und Heinrich. Er wuchs auf dem Hof des Peter Holicky von Sternberg (Peter Holický ze Šternberka) auf und erhielt dort auch seine Ausbildung. 1532, nach dem Tod seines Bruders Johann III. von Rosenberg, übernahm er die Regentschaft des Hauses Rosenberg. Gleich nach seinem Antritt unterstützte er den Kaiser Karl V. im Kampf gegen die Türken. Zum böhmischen König Ferdinand unterhielt er enge politische, wirtschaftliche aber auch familiäre Beziehungen. Nach dem Tod König Ludwigs hatte sich Jošt III. von Rosenberg zusammen mit seinen Brüdern und seinem engen Verwandten Adam I. von Neuhaus, dem Oberstkanzler von Böhmen, für die Wahl Ferdinands I. zum König von Böhmen eingesetzt.
Jost starb an Folgen eines Unfalls. Nachfolger wurde sein Sohn Wilhelm von Rosenberg, dem 1592 dessen Bruder Peter Wok von Rosenberg folgte. Mit diesem starben die Rosenberger 1611 in männlicher Linie aus.

## Familie
Jost war in erster Ehe mit Wendeline von Starhemberg († 1530), der Schwester des Erasmus I. von Starhemberg, verheiratet. Sie starb bei der Geburt der Tochter:
- Anna von Rosenberg (* 28. Januar 1530; † 16. Dezember 1580 in Neuhaus), heiratete Joachim von Neuhaus, der 1565 in der Donau ertrank.

In zweiter Ehe vermählte sich Jost mit Anna von Roggendorf (Anna z Rogendorfu) († 1562). Sie war eine Nichte des Obersthofmeisters Wilhelm von Roggendorf und gehörte vor der Vermählung zu den Hofdamen der Königin Anna. Die Hochzeit fand während des Reichstages am 17. Juli 1530 in Augsburg statt. Dieser Ehe entstammten die Kinder:
- Ferdinand Wok von Rosenberg (* 27. April 1531; † 27. Dezember 1531), Taufpate war König Ferdinand[2].
- Elisabeth von Rosenberg (* 28. oder 30. Oktober 1532; † 5. Februar 1576), verheiratet mit Heinrich von Schwamberg. Die Ehe blieb kinderlos.
- Ulrich IV. von Rosenberg (* 10. Februar 1534; † 21. Februar 1535), Taufpaten waren König Ferdinand und die Königin[2].
- Wilhelm von Rosenberg (1535–1592), Oberstlandeskämmerer und Oberster Burggraf von Böhmen
- Bohunka von Rosenberg (* 17. März 1536; † 16. November 1557 in Bischofteinitz), heiratete 1556 Johann den Jüngeren von Lobkowitz und starb vermutlich bei der Geburt ihres Sohnes Wilhelm von Lobkowitz.
- Eva von Rosenberg (* 12. April 1537; † August 1591 in Mantua), war seit 1564 verheiratet mit Nikola Šubić Zrinski, der 1566 bei der Belagerung von Szigetvár starb. In zweiter Ehe heiratete sie 1578 den italienischen Grafen Paul von Gassold.
- Peter Wok von Rosenberg (1539–1611) war Mitglied der Brüderunität und einer der bedeutendsten Vertreter des protestantischen Glaubens in Böhmen.